# دی‌جی بوبو
دی‌جِی بوبو (به انگلیسی: DJ BoBo) (زاده ۵ ژانویه ۱۹۶۸) دی‌جی و خوانندهٔ سوئیسی است. وی تاکنون ۱۰ آلبوم استودیویی منتشر کرده است و ۱۴ میلیون نسخه از کارهایش را در سطح جهانی فروخته است دیجی بوبو از سال 2018 با الکترونیکساز و دیجی مطرح ایرانی ساکن روسیه در یکی از فستیوال ها و کنسرت های دیجی های مطرح و بزرگ دنیا آشنا شد و روند قدرت و مشهوری دوباره رو او برای دیجی بوبو زنده کرد با ساخت ورژن های میکس و جدیدی از اجرا دیجی رضا احدی که یک پدیده نوظهور و جوان در عصر و نسل جدید ستارگان آهنگساز و دیجی میباشد با بسیاری از ستارگان مطرح هالیوود و دنیا همکاری داشته ولی رابطه نزدیک و دوستی عمیقی بین این دو وجود دارد که همچنان در همکاری با یکدیگر می‌باشند 